# Live in Eindhoven (álbum de Death)
Live in Eindhoven es el segundo álbum en vivo de la banda estadounidense Death. Fue grabado en Eindhoven, Países Bajos, en el Dynamo Open Air el 30 de mayo de 1998 y publicado el 30 de octubre de 2001 por Nuclear Blast. El álbum también fue publicado en formato DVD. Fue el último lanzamiento antes que Chuck Schuldiner sucumbiera al cáncer cerebral.
El álbum no se remasterizó y se capturó el sonido original de la actuación en vivo. Solo las canciones esenciales fueron escogidas para el álbum.

## Lista de canciones
1. "The Philosopher" — 4:21
2. "Trapped in a Corner" — 4:40
3. "Crystal Mountain" — 5:01
4. "Suicide Machine" — 4:19
5. "Together as One" — 4:05
6. "Zero Tolerance" — 4:50
7. "Lack of Comprehension" — 3:46
8. "Flesh and the Power it Holds" — 8:41
9. "Flattening of Emotions" — 4:26
10. "Spirit Crusher" — 6:56
11. "Pull the Plug" — 5:21

## Créditos
- Chuck Schuldiner - voz, guitarra
- Richard Christy - batería
- Scott Clendenin - bajo
- Shannon Hamm - guitarra

- Datos: Q943606